# Södergården, Stockholm

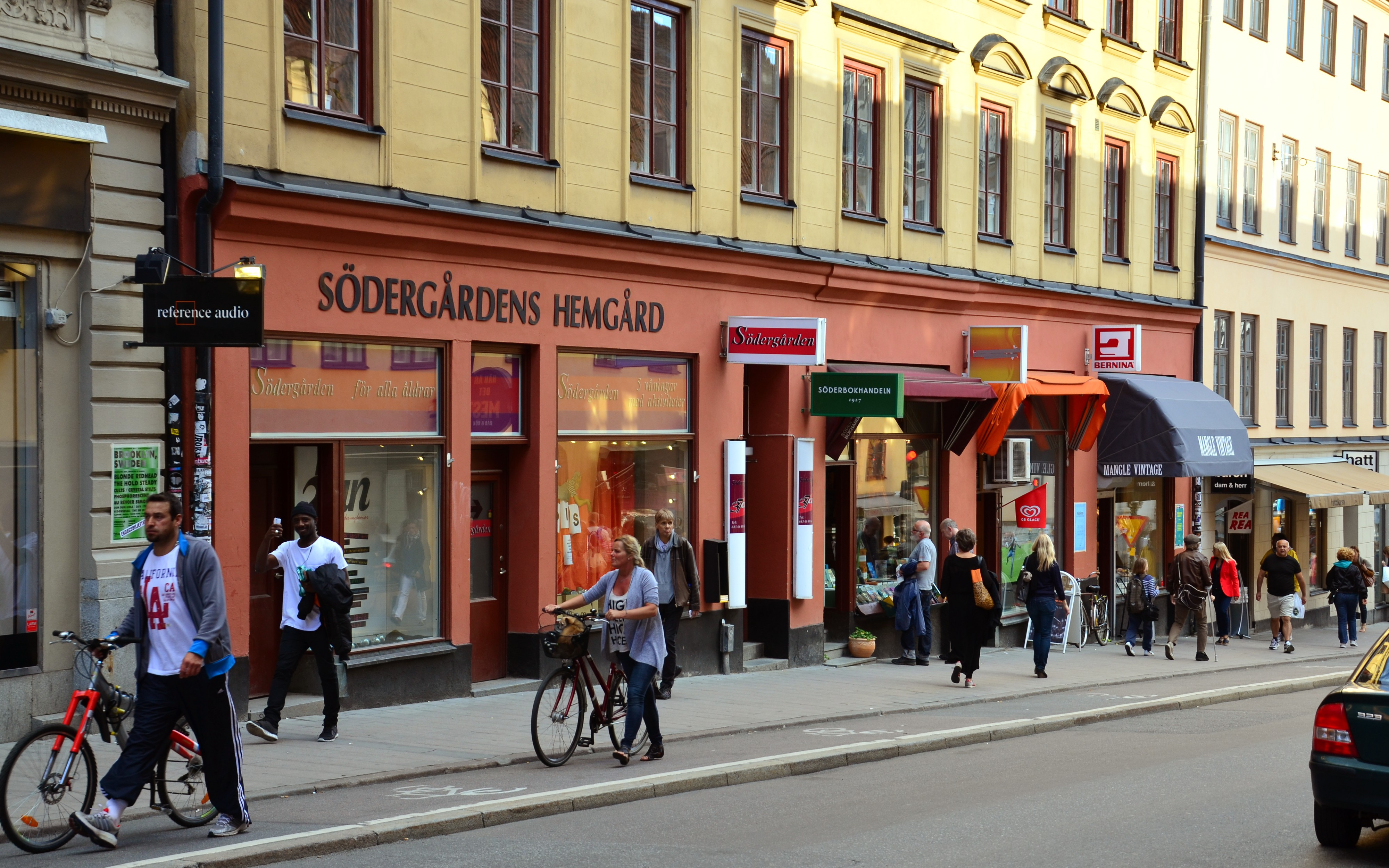
Södergården på Södermalm i Stockholm.

Södergården är Sveriges andra hemgård (efter Birkagården) och startades 1916. Initiativtagare var Hertha Svensson som var starkt påverkad av Natanael Beskows idéer.